# Bootylicious
Bootylicious – trzeci singiel amerykańskiej grupy Destiny’s Child. Utwór pochodzi z albumu Survivor z 2001 roku. Piosenkę napisali Beyoncé Knowles, Rob Fusari, Faltone Moore i Stevie Nicks. Ta piosenka otwierała galę BET Awards (w 2001).

## Lista utworów
European CD single
1. „Bootylicious” (Nicks, Stevie/Fusari, Rob/Knowles, Beyoncé/Moore, Falonte) – 3:27
2. „Bootylicious” (Ed Case Refix)(Nicks, Stevie/Fusari, Rob/Knowles, Beyoncé/Moore, Falonte) – 3:29

European CD maxi single
1. „Bootylicious” (Nicks, Stevie/Fusari, Rob/Knowles, Beyoncé/Moore, Falonte) – 3:27
2. „Bootylicious” (Ed Case Refix)(Nicks, Stevie/Fusari, Rob/Knowles, Beyoncé/Moore, Falonte) – 4:45
3. „Bootylicious” (M&J’s Jelly Remix)(Nicks, Stevie/Fusari, Rob/Knowles, Beyoncé/Moore, Falonte) – 3:40

Extras
- „Bootylicious” (Video) – 3:27

## Oficjalne wersje singla
- „Bootylicious” (Big Boyz Remix)
- „Bootylicious” (Ed Case Refix)
- „Bootylicious” (Freeform Five Remix)
- „Bootylicious” (Love Destiny Version)
- „Bootylicious” (M&J’s Jelly Remix)
- „Bootylicious” (Richard Humpty Vission’s Club Mix)
- „Bootylicious” (Richard Humpty Vission’s D.J. Dub)
- „Bootylicious” (Richard Humpty Vission’s V-Quest Remix)
- „Bootylicious” (Richard Humpty Vission’s Edit)
- „Bootylicious” (Rockwilder Remix) (feat Missy Elliott)
- „Bootylicious” (Transient Mix)
- „Bootylicious” (Ultimix Remix)
- „Bootylicious” (DJ Dub Mix)
- „Bootylicious” (UK Mix)
- „Bootylicious” (Groove Chronicles Remix)
- „Smells Like Teen Booty” – Nirvana vs. Destiny’s Child („Smells Like Teen Spirit” / „Bootylicious” mash-up)

## Pozycje na listach przebojów
| Lista (2001/2002)                    | Najwyższa pozycja |
| ------------------------------------ | ----------------- |
| U.S. Billboard Hot 100               | 1                 |
| U.S. Billboard Hot Dance Club Play   | 13                |
| U.S. Billboard Hot R&B/Hip-Hop Songs | 2                 |
| Australia ARIA Top 50 Singles        | 4                 |
| Austria Top 75 Singles               | 2                 |
| Belgium Top 50 Singles               | 9                 |
| Canadian Top 100 Singles             | 4                 |
| Canadian BDS Top 100 Airplay         | 6                 |
| Finland Top 20 Singles               | 11                |
| France Top 100 Singles               | 5                 |
| Germany Top 100 Singles              | 16                |
| Germany Top 20 Black Singles         | 1                 |
| Greece IFPI Top 20 Singles           | 18                |

| Lista (2001/2002)                    | Najwyższa pozycja |
| ------------------------------------ | ----------------- |
| Israeli Singles Chart                | 1                 |
| Italy Top 50 Singles                 | 16                |
| Dutch Top 40                         | 3                 |
| New Zealand RIANZ Top 40 Singles     | 4                 |
| Norway Top 20 Singles                | 5                 |
| Sweden Top 40 Singles                | 8                 |
| Switzerland Top 100 Singles          | 11                |
| Tokio Hot 100'                       | 4                 |
| The Official UK Singles Chart        | 2                 |
| The Official UK Urban Singles Chart  | 1                 |
| Europe Official Singles Chart        | 5                 |
| World Chart Show (Worldwide Airplay) | 2                 |
| U.S. Billboard ARC Weekly Top 40     | 1                 |